# Hour of the Gun
Hour of the Gun is een Amerikaanse western uit 1967 onder regie van John Sturges. De film werd destijds uitgebracht onder de titel De vijf getekenden.

## Verhaal
De bendeleider Ike Clanton tracht met geweld de stad Tombstone in Arizona in handen te krijgen. Zijn bende schiet de broers van sheriff Wyatt Earp neer. Earp houdt een klopjacht naar de daders.

## Rolverdeling
| Acteur            | Personage              |
| ----------------- | ---------------------- |
| James Garner      | Wyatt Earp             |
| Jason Robards     | Doc Holliday           |
| Robert Ryan       | Ike Clanton            |
| Albert Salmi      | Octavius Roy           |
| Charles Aidman    | Horace Sullivan        |
| Steve Ihnat       | Andy Warshaw           |
| Michael Tolan     | Pete Spence            |
| William Windom    | Texas Jack Vermillion  |
| Lonny Chapman     | Turkey Creek Johnson   |
| Larry Gates       | John P. Clum           |
| William Schallert | Herman Spicer          |
| Bill Fletcher     | Jimmy Bryan            |
| Karl Swenson      | Dr. Charles Goodfellow |
| Austin Willis     | Anson Safford          |
| Monte Markham     | Sherman McMasters      |